# Canadian (Oklahoma)
Canadian és un poble dels Estats Units a l'estat d'Oklahoma. Segons el cens del 2000 tenia 239 habitants.

## Demografia
Segons el cens del 2000, Canadian tenia 239 habitants, 99 habitatges, i 62 famílies. La densitat de població era de 123 habitants per km².
Dels 99 habitatges en un 28,3% hi vivien nens de menys de 18 anys, en un 47,5% hi vivien parelles casades, en un 11,1% dones solteres, i en un 36,4% no eren unitats familiars. En el 30,3% dels habitatges hi vivien persones soles el 20,2% de les quals corresponia a persones de 65 anys o més que vivien soles. El nombre mitjà de persones vivint en cada habitatge era de 2,41 i el nombre mitjà de persones que vivien en cada família era de 2,98.
Per edats la població es repartia de la següent manera: un 26,4% tenia menys de 18 anys, un 7,9% entre 18 i 24, un 19,2% entre 25 i 44, un 30,5% de 45 a 60 i un 15,9% 65 anys o més.
L'edat mediana era de 42 anys. Per cada 100 dones de 18 o més anys hi havia 83,3 homes.
La renda mediana per habitatge era de 18.281 $ i la renda mediana per família de 31.250 $. Els homes tenien una renda mediana de 21.750 $ mentre que les dones 27.188 $. La renda per capita de la població era de 13.824 $. Entorn del 20% de les famílies i el 27,4% de la població estaven per davall del llindar de pobresa.

## Poblacions més properes
El següent diagrama mostra les poblacions més properes.